# Sietas Typ 174
Der Typ 174 ist ein Schiffstyp der Sietas-Werft in Hamburg-Neuenfelde. Im Jahr 2005 lieferte die Werft zwei Einheiten ab, die als Containerschiffe eingesetzt werden. Die Ablieferung von zwei weiteren Einheiten, die als Mehrzweckfrachtschiffe ausgelegt sind und die Typenbezeichnung 174a tragen, erfolgte im Jahr 2007.

## Geschichte

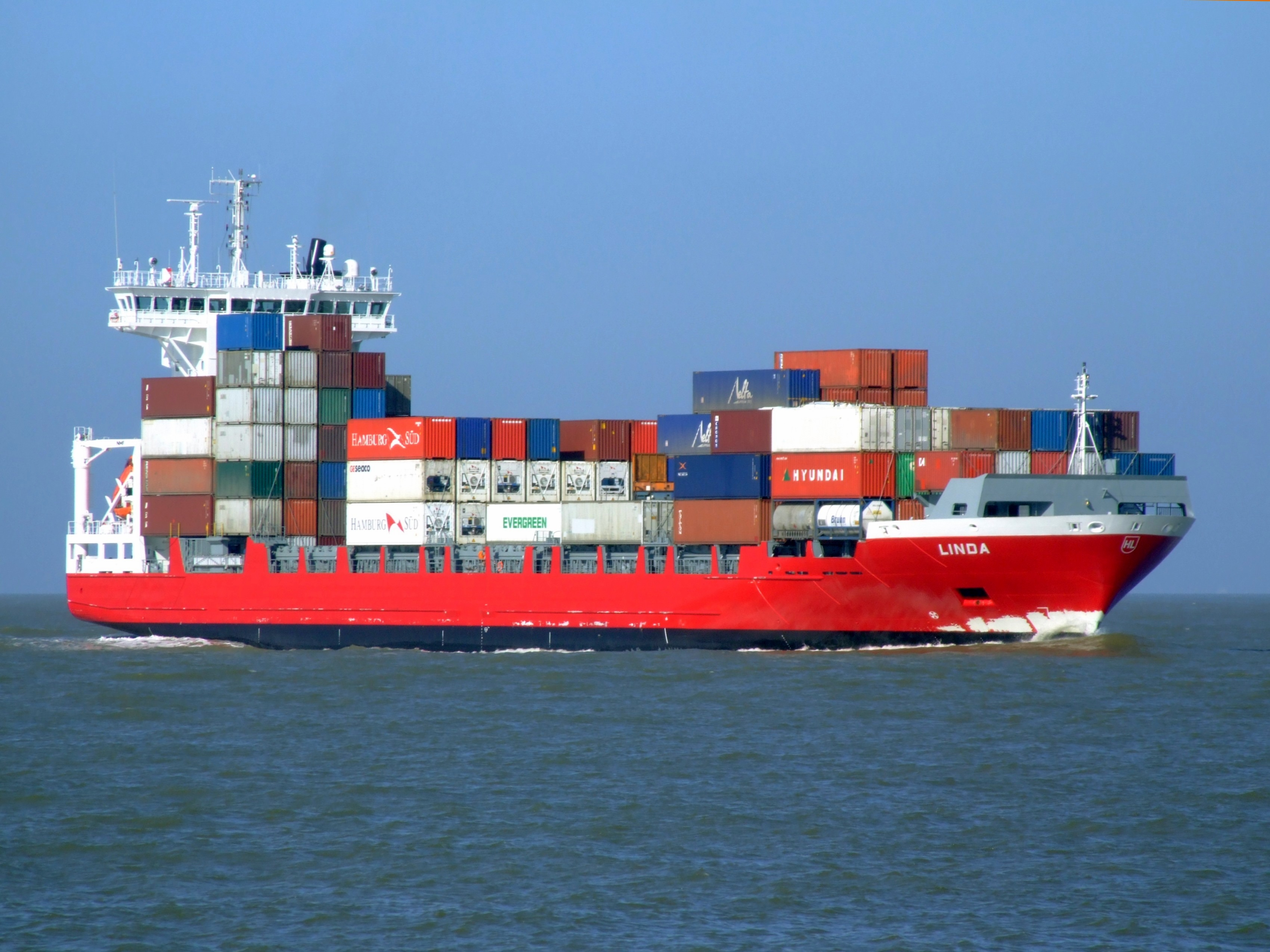
Linda, das erste Schiff des Untertyps 174a

Die Sietas-Werft fertigte die zwei mit Ladekränen ausgerüsteten Schiffe des Grundtyps 174 auf eigene Rechnung, um sie an die isländische Reederei Samskip zu verchartern. Eigner der  Schiffe waren die von der Sietas-Werft gegründeten Beteiligungsgesellschaften Arnarfell GmbH und Helgafell GmbH mit Sitz in Bremen. Die Kiellegung beider Einheiten fand im Dezember 2003 statt. Das Typschiff der Serie ist die Arnarfell mit der Baunummer 1172, die am 18. Januar 2005 ihre Probefahrt absolvierte und am 21. Januar 2005 abgeliefert wurde. Die Ablieferung der Helgafell mit der Baunummer 1173 erfolgte einen Monat später. Beide Schiffe kamen mit Heimathafen Tórshavn für die Reederei Samskip im Liniendienst von/nach Reykjavík in Fahrt.
Im Jahr 2012 erwarb Samskip die Schiffe von den deutschen Eignergesellschaften. Sie kommen jeweils im wöchentlichen Wechsel auf einem von Reykjavík (Island) ausgehenden Rundkurs zum Einsatz, wobei sie üblicherweise Vestmannaeyjar (Island),  Immingham (Großbritannien), Rotterdam (Niederlande), Cuxhaven, Varberg (Schweden), Aarhus (Dänemark) und die Färöer-Inseln anlaufen, bevor sie nach Reykjavík  zurückkehren. Für einen kompletten Umlauf benötigen die Schiffe dreizehn Tage. Auf der Etappe von Cuxhaven nach Varberg nutzen sie den Nord-Ostsee-Kanal zur Passage in die Ostsee.
Im Jahr 2004 erteilte die finnische Reederei Langh Ship Oy den Bauauftrag für zwei modifizierte Einheiten, die als Mehrzweckfrachtschiffe konzipiert sind und die Typenbezeichnung 174a tragen. Ihre Kiellegung erfolgte am 19. November 2004. Diese nicht mit Ladekränen ausgerüsteten Schiffe besitzen einen um 2,7 Meter verlängerten Rumpf sowie eine höhere Eisklasse. Als erstes Schiff wurde am 8. Februar 2007 die Linda mit der Baunummer 1230 abgeliefert. Das zweite Schiff, die Aila mit der Baunummer 1231, übernahm Langh Ship OY am 27. März 2007. Beide Einheiten werden im Feederverkehr von/nach Finnland eingesetzt.

## Technik

### Typ 174
Im Gegensatz zu den parallel gefertigten Open-Top-Containerschiffen des Typs 168 besitzt der Typ 174 vier kastenförmige Laderäume mit Lukendeckeln. Er stellt eine Weiterentwicklung des bis 2003 gefertigten Typs 172 dar und besitzt wie dieser einen 137,53 Meter langen Rumpf, der für eine Eisdicke von bis zu 80 Zentimeter klassifiziert ist (Eisklasse E3). Augenscheinliche Unterschiede zur Vorgängerserie sind die zwei Ladekräne mit einer Traglast von je 45 t, die mittschiffs erhöhten Bordwände sowie ein in Richtung Bug versetztes Schanzkleid, wodurch das offene Vorschiff verkleinert und Stauraum für eine zusätzliche Containerreihe an Deck geschaffen wurde. Der Typ 174 kann bis zu 909 20-Fuß-Standardcontainer (TEU) befördern. Die Tragfähigkeit beider Einheiten beträgt 11.143 dwt. Bei einem Durchschnittsgewicht von 14 t je Container können aus Stabilitätsgründen maximal 569 TEU geladen werden. Die Schiffe sind zum Transport von Containern mit Sondermaßen (30- und 45-Fuß) geeignet. Alle vier Laderäume sind mit Cellguides ausgerüstet. An Bord befinden sich Anschlüsse für 200 Kühlcontainer, davon 100 in den Laderäumen. Die Arnarfell und Helgafell werden von einem 8400 kW leistenden Schiffsdieselmotor des Typs MAN 7L48/60B angetrieben, der über ein Untersetzungsgetriebe auf einen Verstellpropeller wirkt. Für An- und Ablegemanöver besitzen sie ein elektrisch angetriebenes Bugstrahlruder mit 800 kW Leistung. Für die Stromerzeugung an Bord steht u. a. ein Wellengenerator zur Verfügung. 

### Typ 174a
Die zwei Einheiten des Untertyps 174a, Linda und Aila, sind 141,2 Meter lang und 21,55 Meter breit. Beide Schiffe sind für Eisdicken bis zu 100 Zentimeter klassifiziert (Eisklasse E4). Die Linda besitzt eine Tragfähigkeit von 11.487 dwt, die Aila von 11.497 dwt. Beide Schiffe können bis zu 907 TEU beziehungsweise alternativ maximal 420 40-Fuß-Container (FEU) plus 67 TEU befördern. Die Laderäume besitzen einen Rauminhalt von 15.732 m³ und eine Kapazität von 282 TEU. Die Lukendeckel der Laderäume 1 und 2 sind für eine Traglast von 50 t (TEU) bzw. von 80 t (FEU) je Containerstapel ausgelegt, die der Luken 3 und 4 für 60 t (TEU) bzw. 90 t (FEU) je Stapel. Die Tankdecke der Laderäume 1 und 2 kann mit 96 t je Containerstapel (TEU) bzw. 130 t (FEU) belastet werden, die Tankdecke der Laderäume 3 und 4 mit 140 t (TEU) bzw. 145 t (FEU). Wie beim Typ 174 sind die vier Laderäume mit Cellguides ausgerüstet. Ebenso befinden sich Anschlüsse für 200 Kühlcontainer an Bord.
Die Linda und Aila werden von einem 8400 kW leistenden 8L46C-Schiffsdieselmotor des finnischen Herstellers Wärtsilä angetrieben und besitzen wie die Arnarfell und Helgafell ein Bugstrahlruder mit 800 kW Leistung. Die Reederei Langh Ship OY rüstete ihre beiden Schiffe nachträglich mit einem Gaswäscher aus.

## Die Schiffe
| Sietas Typ 174 und 174a | Sietas Typ 174 und 174a | Sietas Typ 174 und 174a | Sietas Typ 174 und 174a | Sietas Typ 174 und 174a                              | Sietas Typ 174 und 174a             | Sietas Typ 174 und 174a    |
| Bauname                 | Typ                     | Baunummer               | IMO-Nummer              | Kiellegung Stapellauf Ablieferung                    | Auftraggeber                        | Umbenennungen und Verbleib |
| ----------------------- | ----------------------- | ----------------------- | ----------------------- | ---------------------------------------------------- | ----------------------------------- | -------------------------- |
| Arnarfell               | 174                     | 1172                    | 9306005                 | 18. Dezember 2003 12. November 2004 21. Januar 2005  | Samskip hf, Reykjavík, Island       | so 2024 in Fahrt           |
| Helgafell               | 174                     | 1173                    | 9306017                 | 17. Dezember 2003 20. Dezember 2004 24. Februar 2005 | Samskip hf, Reykjavík, Island       | so 2024 in Fahrt           |
| Linda                   | 174a                    | 1230                    | 9354325                 | 19. November 2004 1. Dezember 2006 8. Februar 2007   | Oy Langh Ship Ab, Piikkiö, Finnland | so 2024 in Fahrt           |
| Aila                    | 174a                    | 1231                    | 9354337                 | 19. November 2004 19. Januar 2007 27. März 2007      | Oy Langh Ship Ab, Piikkiö, Finnland | so 2024 in Fahrt           |